# Марк Гоппус
Марк А́лан Го́ппус (англ. Mark Allan Hoppus, *15 березня, 1972) — американський музикант і музичний продюсер; один з засновників гуртів — панкового Blink 182 і панк-рокового +44.

## Біографія
Народився 15 березня 1972 року у невеликому пустельному місті Ріджкрест у Каліфорнії. Його батьки — Кері Вернц і Текс Гоппус — розлучились, коли Марку було дев'ять років. Марк залишився жити з батьком, моряком-інженером. Він захопився скейтбордом та панк-роком, і в 15 років отримав у подарунок від батька бас-гітару. Сестра Марка Енн переїхала з матір'ю до Сан-Дієго. Марк часто залишався вдома сам, тому що його батько працював допізна. Одного разу, після проглядання новин про вбивцю на мотоциклі, Марк почув на вулиці звук мотоцикла і злякався. Він сховався і подзвонив своїй матері. У Ріджкресті він почав грати в групі of All Things.
Марк переїхав в Сан-Дієго у 1992, вступивши в коледж. Він підробляв у музичному магазині і їздив на вихідні до Ріджкреста, щоб грати в of All Things. У певний момент, менеджер магазину не схотів відпускати Марка на всі вихідні, і він покинув свою першу групу. Він вчився на вчителя англійської мови і продовжував мріяти про нову групу. Сестра Марка познайомила його з Томом ДеЛонгом та Скотом Рейнором. Вони швидко подружилися і заснували групу Blink. На той час Марк жив дуже скромно, орендуючи разом зі своєю дівчиною підвальну кімнату. Дівчині Марка не сподобалося, коли він витратив заощадження на музичне обладнання. Подруга поставила йому ультиматум, і Марк вирішив піти з групи, але після кількох днів роздумів, Марк пішов від дівчини і повернувся до Blink. З часом група почала розкручуватись і Марк покинув коледж, щоб присвятити більше часу грі.
Перший альбом групи Blink Cheshire Cat виявився надзвичайно успішним, як на незалежну групу, і пізніше навіть став вважатись культовим у середовищі Скейт-панкерів.
У Марка була репутація найдоброзичливішого хлопця з Blink 182. Він виходив в інтернет і спілкувався з фанатами, зустрічав їх на концертах, підписував автографи і розмовляв з ними. Деякі вважають Марка найбожевільнішим хлопцем з Blink 182. Він двічі з'явився на сцені голим, виконуючи пісню What's My Age Again. Одного разу на концерті Марк узяв і засунув барабанну паличку собі в зад.
Деякі пісні Марк написав неймовірно швидко: Dammit була написана за п'ять хвилин на старій акустичній гітарі, у якої не вистачало двох струн.
У 2000 році Марк одружився зі Скай Еверлі (зараз Скай Гоппус), яка працювала на MTV, коли вони зустрілися. Марк познайомився з нею на зйомках кліпу All The Small Things. 5-го серпня 2002 року у них народився хлопчик, якого назвали Джеком.
Марк і Том відкрили сайт loserkids.com, для людей, які не живуть в Каліфорнії, і в яких не було можливості ходити по місту і купувати класні речі на кожному розі. Loserkids зараз володіє двома компаніями Atticus і Macbeth. Марк частковий власник цих компаній.

## Анкета
Повне ім'я: Markus Allan Hoppus
Роль в групі: бас і вокал
Псевдо: «Fish Guts», «Mr. take advantage of your goat when you're not home», «El Quatro», «you want me to do what?!»
Життєвий статус: одружений зі Скай Гоппус, має сина Джека
Живе в: Carmel Mountain Ranch, CA
Гурти, в яких грав: the Pier 69, of All Things
Улюблені групи: Fenix*TX, Stone Temple Pilots, NOFX, Face to Face, Promise Ring, The Get Up Kids, Descendents, Pennywise, Jimmy Eat World
Улюблені фільми: Гольф-клуб
Нецензурні сцени: Phoebe Cates виходить з басейну у фільмі Fast Times At Ridgemont High
Улюблені Тв-шоу: the simpsons
Його улюблена пісня Blink 182: down
Улюблена пісня: jimmy eat world — for me this is heaven
Улюблена річ: його плеєр
Улюблений тип дівчини: інтелектуальна, з якою можна добре провести час
Домашні тварини: Ahi, білий гончак, новий собака
Машини: Vespa scooter & BMW 740 sports package (Skye's)

## Дискографія
З Blink-182
- Buddha (1993)
- Cheshire Cat (1995)
- Dude Ranch (1997)
- Enema of the State (1999)

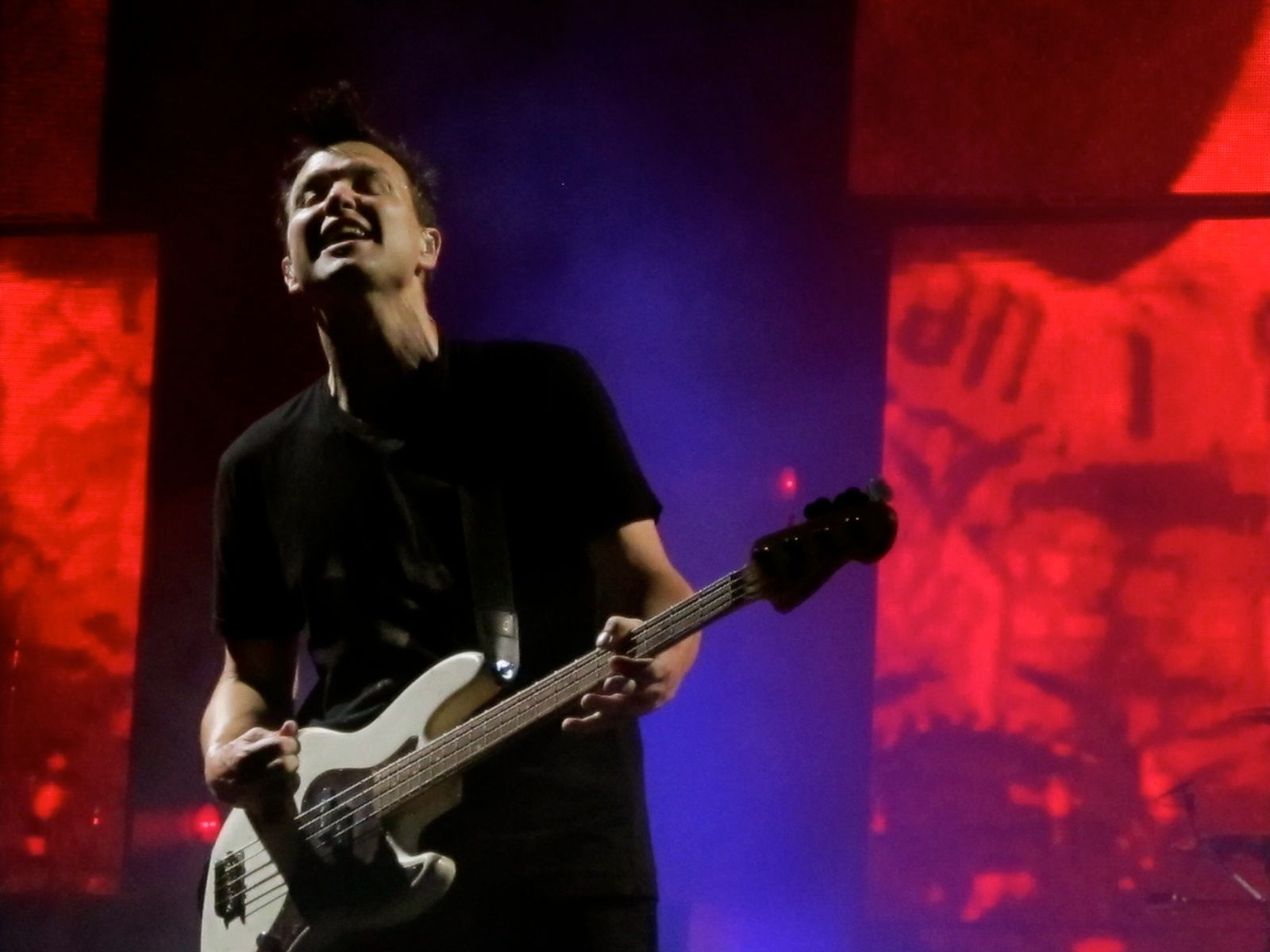
Гоппус під час виступу Blink-182 у 2011

- Take Off Your Pants and Jacket (2001)
- Blink-182 (2003)
- Neighborhoods (2011)
- Dogs Eating Dogs EP (2012)
- California (2016)

З +44
- When Your Heart Stops Beating (2006)

В якості гостя
- «I'd Do Anything» з No Pads, No Helmets...Just Balls гурту Simple Plan (2002).
- «Elevator» у Box Car Racer гурту Box Car Racer (2002).
- «Hangman» з Commit This to Memory гурту Motion City Soundtrack (2005).
- «Wrecking Hotel Rooms» з Panic гурту MxPx (2005).
- «Paper Dolls» гурту Renee Renee (2008).
- «Thank You & Goodnight» з What Are You So Scared Of? гурту Tonight Alive (2011).
- «Dementia» з The Midsummer Station гурту Owl City (2012).
- «I Hate Your Guts» з McBusted by McBusted (2014).
- «Tidal Waves» з Future Hearts гурту All Time Low (2015).
- «Ready and Willing II» з Resurrection: Ascension гуртуу New Found Glory (2015).
- «December (again)» з December гурту Neck Deep (2016).
- «Impermanent» з «No Grace» гурту PAWS (гурт) (2016).
- «See You Around» з The Knife гурту Goldfinger (2017).